# Late hommel
De late hommel (Bombus soroeensis) is een bedreigde soort hommel en komt in Europa van de Scandinavische landen tot aan de  Pyreneeën voor.  De late hommel lijkt veel op de steenhommel, maar is in het algemeen iets kleiner. Ook is de inkerving in de buurt van de bovenlip minder diep. 
De koningin is 15–17, de werkster 10-14 en het mannetje 12–14 mm lang. De vleugels van de koningin hebben een maximale spanwijdte van 33 mm. De spanwijdte van de werksters is 23 mm. Een nest bevat ongeveer 80 tot 150 dieren. De late hommel is de enige soort uit het ondergeslacht Kallobombus.
De 'bijbehorende' koekoekshommel is de vierkleurige koekoekshommel (Psithyrus quadricolor).